# Nemertodermatida
Ordre
Les Nemertodermatida, Némertodermatides en français, sont un ordre de vers marins microscopiques.
Ils sont placés à la base des Bilateria ou des Deuterostomia avec les Acoela dans les Acoelomorpha, ils furent longtemps considérés comme des Platyhelminthes,,.

## Liste des familles
Selon World Register of Marine Species (4 janvier 2016) :
- Ascopariidae Sterrer, 1998
- Nemertodermatidae Steinböck, 1930

## Publication originale
- Karling, 1940 : Zur Morphologie und Systematik der Alloeocoela Cumulata und Rhabdocoela Lecithophora (Turbellaria). Acta zoologica fennica, vol. 26, p. 1-260.